# Martina Trevisan
Martina Trevisan (pronúncia italiana:  [marˈtiːna treviˈzan]; nascida em 3 de novembro de 1993) é uma tenista profissional italiana. Trevisan é a atual número 1 da Itália, tem o melhor lugar no ranking mundial de simples, número 18 da Women's Tennis Association (WTA), e em 2021 teve um pico no ranking mundial de duplas, número 138. Em 2022, ela ganhou seu primeiro título de simples do WTA Tour em Rabat e alcançou sua primeira semifinal importante no Aberto da França.
Trevisan também ganhou onze títulos de simples e dois títulos de duplas no Circuito feminino da ITF. Nesse circuito, ela alcançou a classificação mais alta de sua carreira de 57. Jogando pelo time italiano na Billie Jean King Cup, Trevisan tem um recorde de 8–5 na carreira.

## Carreira
Em 2009, Trevisan chegou às semifinais do Aberto da França e do Torneio de Wimbledon em competições de duplas femininas.

### 2020: estreia no Grand Slam e primeira QF importante em simples
Em 2020, Trevisan fez sua estreia no Grand Slam no Australian Open, superando a ex-finalista de Wimbledon Eugenie Bouchard nas eliminatórias para chegar à chave principal antes de cair para a eventual campeã, Sofia Kenin, em dois sets. Porém, jogando em dupla com Sara Errani, ela chega às quartas de final.
No Aberto da França, Trevisan passou pelas eliminatórias para enfrentar Camila Giorgi; Giorgi desistiu no segundo set devido a lesão. Na segunda rodada, Trevisan venceu Coco Gauff em três sets para avançar para sua primeira terceira rodada em Grand Slam. Ela seguiu com uma vitória contra a 20ª cabeça-de-chave Maria Sakkari, depois de perder o primeiro set por 1–6 e vencer o segundo (salvando dois match points) no tie-break. Ela então derrotou a quinta cabeça-de-chave Kiki Bertens, em dois sets, para avançar para sua primeira quarta de final em Grand Slam, onde perdeu para o eventual campeã, Iga Swiatek, também em dois sets.

### 2021-22: Primeiro grande título de SF e WTA, top 30
Em 2021, Trevisan chegou a uma das quartas de final também no Australian Open, em duplas ao lado de Aleksandra Krunic.
Em 2022, Trevisan conquistou seu primeiro título em Rabat derrotando Claire Liu [en], que também foi finalista do WTA pela primeira vez. Como resultado, ela alcançou o top 60 no número 59 do mundo em 23 de maio de 2022.
Trevisan continuou em forma ao alcançar sua primeira semifinal do Grand Slam no Aberto da França, derrotando Harriet Dart, Magda Linette, Daria Saville, Aliaksandra Sasnovich e a 17ª cabeça-de-chave Leylah Fernandez, estendendo sua sequência de vitórias para 10 partidas antes de perder para Coco Gauff nas semifinais. Ela se tornou a terceira mulher italiana a chegar às semifinais de Roland Garros na "Era Aberta", seguindo a campeã de 2010 Francesca Schiavone e a finalista de 2012 Sara Errani.
Em julho, Trevisan chegou às quartas de final do Budapest Grand Prix, no qual perdeu para Anna Bondár, em dois sets.

### 2023: Quartas de final do WTA 1000 e estreia no top 20
Como 23ª cabeça de chave no Indian Wells Open e depois de ficar de "bye" na primeira rodada, Trevisan chegou à terceira rodada pela primeira vez em sua carreira com uma vitória sobre Madison Brengle. No Miami Open, ela foi ainda mais longe, chegando às quartas de final, a primeira italiana a chegar tão longe na chave principal de simples do torneio em uma década, derrotando Nao Hibino, Claire Liu [en] e a 24ª cabeça de chave Jeļena Ostapenko. Ela também é a sexta italiana no geral a disputar as quartas de final em Miami. Como resultado, ela fez sua estreia no top 20.

### 2024
Trevisan não teve um bom início de temporada. No Brisbane International, perdeu para Arina Rodionova na primeira rodada em sets diretos. Em seguida, no Hobart International, também perdeu para  Viktoriya Tomova na primeira rodada em sets diretos. Depois disso, partiu para o Australian Open, no qual venceu a vinda da qualificatória Renata Zarazúa [en] na primeira rodada em jogo de três sets e perdeu para Oceane Dodin na segunda em sets diretos.
Prosseguindo sua campanha em quadras duras, agora na Europa, Trevisan participou do Upper Austria Ladies Linz, onde perdeu para Anastasia Pavlyuchenkova na primeira rodada em sets diretos. Depois disso, ela ficou nas primeiras rodadas dos torneios no Oriente Médio e nos Estados Unidos.
Trevisan deu início à temporada em quadras de saibro no Open de Rouen, no qual chegou até às oitavas de final perdendo para Anhelina Kalinina em sets diretos. Em seguida, participou do Aberto de Madri, no qual não passou da primeira rodada. O mesmo aconteceu no Aberto da Itália. Seu próximo compromisso foi no Grand Prix Princesse Lalla Meryem, no Marrocos, no qual passou por Nao Hibino na primeira rodada em jogo de três sets, mas perdeu na segunda para a compatriota, Lucia Bronzetti em sets diretos. No Aberto da França, perdeu na primeira rodada para a vinda da qualificatória, Olga Danilović, em sets diretos. No Open delle Puglie ela chegou às quartas de final, e no Open Internacional de Valencia não passou da segunda rodada, perdendo para Ann Li em jogo de três sets. Em julho, ela foi campeã do Nordea Open, vencendo a mesma Ann Li na final, em sets diretos. Em Palermo e em Iasi, não passou da primeira rodada.
De volta às quadras duras na América do norte, Trevisan tentou o Cincinnati Open, mas não passou pela qualificatória. Logo em seguida, no Tennis in the Land, ficou na primeira rodada. No US Open, perdeu na primeira rodada.

## Vida pessoal
Martina é a irmã mais nova de Matteo Trevisan [en], que foi tenista profissional no ATP World Tour. Seu pai, Claudio Trevisan, era um jogador de futebol profissional. Martina parou de jogar tênis por vários anos enquanto lutava contra a anorexia.